# Simeon Price
Simeon Taylor Price (* 16. Mai 1882 in St. Louis, Missouri; † 16. Dezember 1945 in Washington, D.C.) war ein US-amerikanischer Golfer.

## Biografie
Simeon Price war der Sohn eines berühmten Anwalts und Richters von St. Louis und spielte Golf im Glen Echo Country Club.
Bei den Olympischen Spielen 1904 in St. Louis waren beim Mannschaftswettkampf nur zwei Mannschaften gemeldet. Kurzerhand schlossen sich zehn Spieler zusammen und gingen als United States Golf Association an den Start. Diese Mannschaft, der auch Price angehörte, gewann die Bronzemedaille. Im Einzel hingegen schied er bereits in der ersten Runde gegen Arthur Havemeyer aus.
Simeon Price war mit dem Schauspieler und Autor Vincent Price verwandt.